# Montesa Cota 315 R
La Montesa Cota 315 R, sovint escrit Cota 315R o Cota 315, fou un model de motocicleta de trial de la gamma Cota de Montesa que es fabricà entre 1996 i 2004. Presentada a finals de 1996 i comercialitzada a partir de 1997, era la successora de la Cota 314 R de 1994 i representà un important pas endavant en la competitivitat dels models de trial de Montesa, alhora que un gran èxit de vendes. Es considera un dels millors models que ha fabricat mai Montesa Honda i una de les motos més importants de la història del trial modern.
La Cota 315 R fou la darrera de la gamma equipada amb motor de dos temps (concretament, un de 249 cc monocilíndric amb refrigeració líquida i canvi de cinc velocitats), ja que el 2005, Honda va prendre la decisió d'abandonar definitivament aquesta mena de motors i substituí la 315 R per la nova Cota 4RT, una elitista i costosa motocicleta de competició equipada ja amb motor de quatre temps. La filosofia d'aquesta, però, era ben diferent: mentre que la Cota 315 R era una moto concebuda en competició que es va haver d'adaptar a la fabricació en sèrie, la 4RT era una moto pensada per a l'afeccionat mitjà que calia reformar a fons per a competir-hi al màxim nivell.

## Història
Cap a 1995, Montesa i Antonio Cobas arribaren a un acord per desenvolupar un prototipus, basat en la Cota 314 R, que permetés fer evolucionar aquell model tant pel que fa a la competició com una possible aplicació a la sèrie. L'enginyer barceloní havia començat a experimentar amb motos de trial pels volts de 1984, quan creà les innovadores JJ Cobas d'aquesta especialitat. Un cop iniciat el nou projecte amb Montesa, Cobas va participar en la creació d'un prototip que, pilotat per Marc Colomer durant la temporada de 1996, permeté a l'olotí guanyar el mundial de trial aquell mateix any. Aquell prototip duia, com a principal novetat, un nou xassís de doble biga d'alumini dissenyat per Antonio Cobas. Més tard, quan la 315 R ja es comercialitzava, Cobas ideà un altre prototipus dotat de xassís tubular i el motor de la 315 R, el qual es designà N4A i fou provat per Amós Bilbao durant una temporada, però finalment no es va arribar a produir mai en sèrie.
Aprofitant l'èxit de Colomer, Montesa presentà la nova Cota 315 R a la darreria de 1996. Va distribuir el model que del 1997 ininterrompudament fins al 2004, quan Honda va prendre definitivament la decisió d'abandonar els motors de dos temps i donà pas a la Cota 4RT, la primera de la gamma amb motor de quatre temps.

## Competició
La Cota 315 R tornà a situar Montesa al capdamunt de la competició internacional i, durant els anys que estigué en producció, els seus pilots oficials (Marc Colomer, Dougie Lampkin, Takahisa Fujinami i Laia Sanz) aconseguiren sis títols de Campió del Món masculí, tres d'indoor i un de femení. Els èxits començaren ja en la fase de desenvolupament del prototip que acabaria esdevenint la Cota 315 R, provat per Marc Colomer el 1996 amb el resultat de victòria al campionat del món masculí -amb quatre victòries durant la temporada- i l'indoor (tot i que en aquest darrer campionat, el català disputà les primeres proves encara amb una Beta). Colomer donava així a Montesa un triomf que la marca no aconseguia des de la temporada de 1980, quan el suec Ulf Karlson aconseguí el títol mundial amb una Montesa Cota 349. Després d'això, Colomer s'hagué de conformar amb el subcampionat mundial en ambdues competicions consecutivament entre les temporades de 1997 i 1999 (aquesta darrera, però, fou tercer en outdoor), sempre superat per Dougie Lampkin i la seva Beta.
El fitxatge de Lampkin per Montesa de cara a la temporada del 2000 va permetre que un pilot de la marca tornés a aconseguir títols mundials, ara ja de forma ininterrompuda fins al 2004, el darrer any en què Montesa competia amb la Cota 315 R (d'ençà del 2005 ja entrà en joc la 4RT). La primera temporada amb Lampkin, el 2000, la Cota 315 R aconseguí les tres primeres posicions del Campionat del Món (Dougie Lampkin, Takahisa Fujinami i Marc Colomer, per aquest ordre). El 2004, Takahisa Fujinami desbancà el britànic i guanyà el Campionat del Món amb la Cota 315 R "Honda" (oficialment, Fujinami corria aleshores per a la marca Honda, no per a Montesa). La temporada del 2005, la Cota 4RT succeí la 315 R i al cap de dos anys, pilotada per Toni Bou, començà acumular títols mundials de forma ininterrompuda, fins a superar amb escreix els aconseguits per la Cota 315 R.

### Campionats mundials guanyats

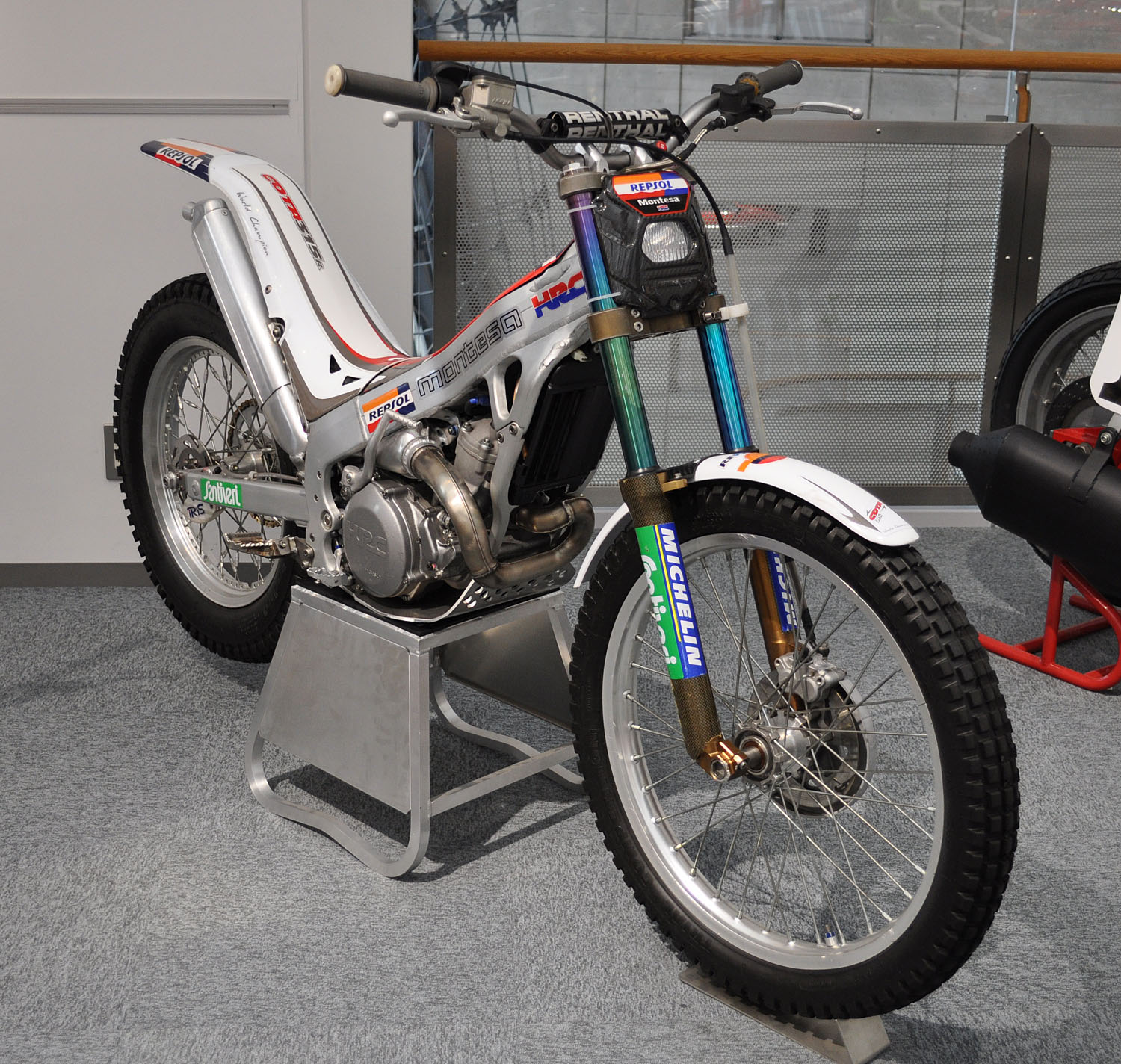
La Cota 315 R amb què Takahisa Fujinami guanyà el mundial de 2004

Els campionats mundials de trial obtinguts per pilots de la Montesa Cota 315 R són aquests:
| Any   | Campionat del Món (pilots) | Campionat del Món (pilots) | Campionat del Món (pilots) |
| Any   | Masculí                    | Indoor                     | Femení                     |
| ----- | -------------------------- | -------------------------- | -------------------------- |
| 1996  | Marc Colomer               | Marc Colomer               | -                          |
|       |                            |                            |                            |
| 2000  | Dougie Lampkin             | Dougie Lampkin             | -                          |
| 2001  | Dougie Lampkin             | Dougie Lampkin             | -                          |
| 2002  | Dougie Lampkin             | -                          | -                          |
| 2003  | Dougie Lampkin             | -                          | -                          |
| 2004  | Takahisa Fujinami          | -                          | Laia Sanz                  |
| Total | 6                          | 3                          | 1                          |

Notes
1. ↑  S'hi inclouen només els títols de pilots, no els de marques. No s'hi reflecteixen els campionats mundials de categories inferiors (júniors, juvenils, etc.).
2. ↑  Tot i que Fujinami guanyà el campionat del 2004 oficialment com a pilot d'Honda, la moto que duia era una Montesa Cota 315 R.

## Característiques
La Cota 315 R era una moto compacta, lleugera, potent i estable, amb una part cicle excel·lent. La seva mida reduïda li conferia màxima maniobrabilitat, ajudada pel nou xassís, desenvolupat pels tècnics catalans de Montesa amb la col·laboració d'Antonio Cobas. Aquest xassís s'articulava al voltant d'un quadre de perfil d'alumini realitzat per Verlicchi, del tipus doble biga. En l'apartat suspensions, la nova forquilla anterior de la casa Paioli, de diàmetre superior, tornava a ser convencional (abandonant, doncs, la invertida que s'havia començat a muntar a la Cota 310 de 1989) i el curt monoamortidor posterior Showa, muntat en posició vertical, s'accionava per un sistema progressiu.
L'altre factor clau de la moto era el nou motor, desenvolupat per Honda Racing Corporation (HRC), el qual li proporcionava una gran dosi de potència. Elaborat amb tecnologia punta, disposava d'admissió directa al càrter, cadascuna de les peces del qual havia estat modificada per tal de reduir-ne el pes al màxim i aconseguir un motor extremadament compacte. Tenia també vàlvules de carboni, un pistó d'alumini de tres segments (per a facilitar-hi la compressió i, per tant, el parell motor), un cilindre de Nikasil tractat i un embragatge hidràulic amb càrter de ràpid desmuntatge.

## Versions
Hi ha dues fases en l'evolució de la Cota 315 R: des de la primera versió de 1996 fins al 1999, la moto va anar evolucionant gradualment, amb petits canvis anuals. La versió de 2000, però, fou un punt d'inflexió important, ja que introduí nombrosos canvis (forquilla, llandes i millores de carburació i rendiment del motor). A partir d'aquesta versió i fins a la discontinuació del model el 2004, l'evolució de la Cota 315 R fou molt continguda, amb lleus retocs d'un any a l'altre.
D'altra banda, d'ençà de l'aparició de la Cota 315 R, Honda començà a fabricar-ne versions especials per al mercat japonès sota la denominació Honda RTL (sense cap referència, doncs, a la marca "Montesa" ni al model "Cota"), costum que després continuà amb la seva successora, la Cota 4RT.

### Llista de versions produïdes
| Versió          | Cilindrada | Anys | Núm. Sèrie         | Pintura dipòsit   | Anagrama dipòsit |
| --------------- | ---------- | ---- | ------------------ | ----------------- | ---------------- |
| Cota 315 R "96" | 249 cc     | 1996 | VTDMTO3AOVE000001- | Blanc i blau marí | «Montesa»        |
| Cota 315 R "97" | 249 cc     | 1997 | ?                  | Vermell           | «Cota 315R»      |
| Cota 315 R "98" | 249 cc     | 1998 | ?                  | Vermell i carboni | «Cota 315R»      |
| Cota 315 R "99" | 249 cc     | 1999 | ?                  | Negre             | «Cota 315R»      |
| Cota 315 R 2000 | 249 cc     | 2000 | ?                  | Negre             | «Montesa»        |
| Cota 315 R 2001 | 249 cc     | 2001 | ?                  | Vermell intens    | «Montesa»        |
| Cota 315 R 2002 | 249 cc     | 2002 | ?                  | Vermell intens    | «Montesa»        |
| Cota 315 R 2003 | 249 cc     | 2003 | ?                  | Vermell           | «Montesa»        |
| Cota 315 R 2004 | 249 cc     | 2004 | ?                  | Blanc             | «Montesa»        |

### Versió "96"
Fitxa tècnica
| Cota 315 R         | Cota 315 R                    |
| ------------------ | ----------------------------- |
| Id. Model          | ?                             |
| Núm. Sèrie         | VTDMTO3AOVE000001-            |
| Anys               | 1996                          |
| CC                 | 249                           |
| Diàmetre x Carrera | 72,2 x 61 mm                  |
| Compressió         | 8,2:1                         |
| CV                 | 17,5 a 5.000 rpm              |
| Carburador         | Dell'Orto PHBH 26 CS 26 mm    |
| Canvi              | 5 velocitats                  |
| Suspensió davant   | Forquilla convencional Paioli |
| Suspensió darrera  | Monoamortidor Showa           |
| Pneumàtic davant   | 2,75 x 21                     |
| Pneumàtic darrera  | 4,00 x 18                     |
| Frens davant       | Disc Grimeca 185 mm           |
| Frens darrera      | Disc AJP 150 mm               |
| Pes en sec         | 73 Kg                         |
| Capacitat dipòsit  | 2,7 litres                    |
| Pintura dipòsit    | Blanc i blau marí             |
| Anagrama dipòsit   | «Montesa»                     |

### Versió "97"
La versió de 1997 ha estat qualificada algun cop com una de les Montesa més boniques mai fabricades.
Fitxa tècnica
| Cota 315 R         | Cota 315 R                    |
| ------------------ | ----------------------------- |
| Id. Model          | ?                             |
| Núm. Sèrie         | ?                             |
| Anys               | 1997                          |
| CC                 | 249                           |
| Diàmetre x Carrera | 72,2 x 61 mm                  |
| Compressió         | 8,2:1                         |
| CV                 | 17,5 a 5.000 rpm              |
| Carburador         | Dell'Orto PHBH 26 CS 26 mm    |
| Canvi              | 5 velocitats                  |
| Suspensió davant   | Forquilla convencional Paioli |
| Suspensió darrera  | Monoamortidor Showa           |
| Pneumàtic davant   | 2,75 x 21                     |
| Pneumàtic darrera  | 4,00 x 18                     |
| Frens davant       | Disc Grimeca? 185 mm          |
| Frens darrera      | Disc AJP? 150 mm              |
| Pes en sec         | 73 Kg                         |
| Capacitat dipòsit  | 2,7 litres                    |
| Pintura dipòsit    | Vermell                       |
| Anagrama dipòsit   | «Cota 315R»                   |

### Versió "98"
Fitxa tècnica
| Cota 315 R         | Cota 315 R                    |
| ------------------ | ----------------------------- |
| Id. Model          | ?                             |
| Núm. Sèrie         | ?                             |
| Anys               | 1998                          |
| CC                 | 249                           |
| Diàmetre x Carrera | 72,2 x 61 mm                  |
| Compressió         | 8,2:1                         |
| CV                 | 17,5 a 5.000 rpm              |
| Carburador         | Dell'Orto PHBH 26 CS 26 mm    |
| Canvi              | 5 velocitats                  |
| Suspensió davant   | Forquilla convencional Paioli |
| Suspensió darrera  | Monoamortidor Showa           |
| Pneumàtic davant   | 2,75 x 21                     |
| Pneumàtic darrera  | 4,00 x 18                     |
| Frens davant       | Disc Grimeca? 185 mm          |
| Frens darrera      | Disc AJP? 150 mm              |
| Pes en sec         | 73 Kg                         |
| Capacitat dipòsit  | 2,7 litres                    |
| Pintura dipòsit    | Vermell i carboni             |
| Anagrama dipòsit   | «Cota 315R»                   |

### Versió "99"
La versió de 1999, pintada tota de negre, tenia certs problemes de posada a punt de la carburació, qüestió que se solucionava sovint en substituir el carburador Dell'Orto original per un altre de marca Keihin.
Fitxa tècnica
| Cota 315 R         | Cota 315 R                    |
| ------------------ | ----------------------------- |
| Id. Model          | ?                             |
| Núm. Sèrie         | ?                             |
| Anys               | 1999                          |
| CC                 | 249                           |
| Diàmetre x Carrera | 72,2 x 61 mm                  |
| Compressió         | 8,2:1                         |
| CV                 | 17,5 a 5.000 rpm              |
| Carburador         | Dell'Orto PHBH 26 CS 26 mm    |
| Canvi              | 5 velocitats                  |
| Suspensió davant   | Forquilla convencional Paioli |
| Suspensió darrera  | Monoamortidor Showa           |
| Pneumàtic davant   | 2,75 x 21                     |
| Pneumàtic darrera  | 4,00 x 18                     |
| Frens davant       | Disc Grimeca? 185 mm          |
| Frens darrera      | Disc AJP? 150 mm              |
| Pes en sec         | 73 Kg                         |
| Capacitat dipòsit  | 2,7 litres                    |
| Pintura dipòsit    | Negre                         |
| Anagrama dipòsit   | «Cota 315R»                   |

### Versió 2000
La versió del 2000 va ser plenament innovadora. L'anterior forquilla Paioli deixava pas a una de nova, de marca Showa, molt similar a les que després varen fer servir les Cota 4RT, alhora que incorporava noves llandes amb nervi central de marca DID. A banda, el rendiment del motor a baix règim es va optimitzar encara més i se li va millorar el carburador Dell'Orto PHBL.
Fitxa tècnica
| Cota 315 R         | Cota 315 R                   | Cota 315 R |
| ------------------ | ---------------------------- | ---------- |
| Id. Model          | ?                            |            |
| Núm. Sèrie         | ?                            |            |
| Anys               | 2000                         |            |
| CC                 | 249                          |            |
| Diàmetre x Carrera | 72,2 x 61 mm                 |            |
| Compressió         | 8,2:1                        |            |
| CV                 | 17,5 a 5.000 rpm             |            |
| Carburador         | Dell'Orto PHBL 26 BS 26 mm   |            |
| Canvi              | 5 velocitats                 |            |
| Suspensió davant   | Forquilla convencional Showa |            |
| Suspensió darrera  | Monoamortidor Showa          |            |
| Pneumàtic davant   | 2,75 x 21                    |            |
| Pneumàtic darrera  | 4,00 x 18                    |            |
| Frens davant       | Disc Grimeca? 185 mm         |            |
| Frens darrera      | Disc AJP? 150 mm             |            |
| Pes en sec         | 73 Kg?                       |            |
| Capacitat dipòsit  | 2,7 litres?                  |            |
| Pintura dipòsit    | Negre                        |            |
| Anagrama dipòsit   | «Montesa»                    |            |

### Versió 2001

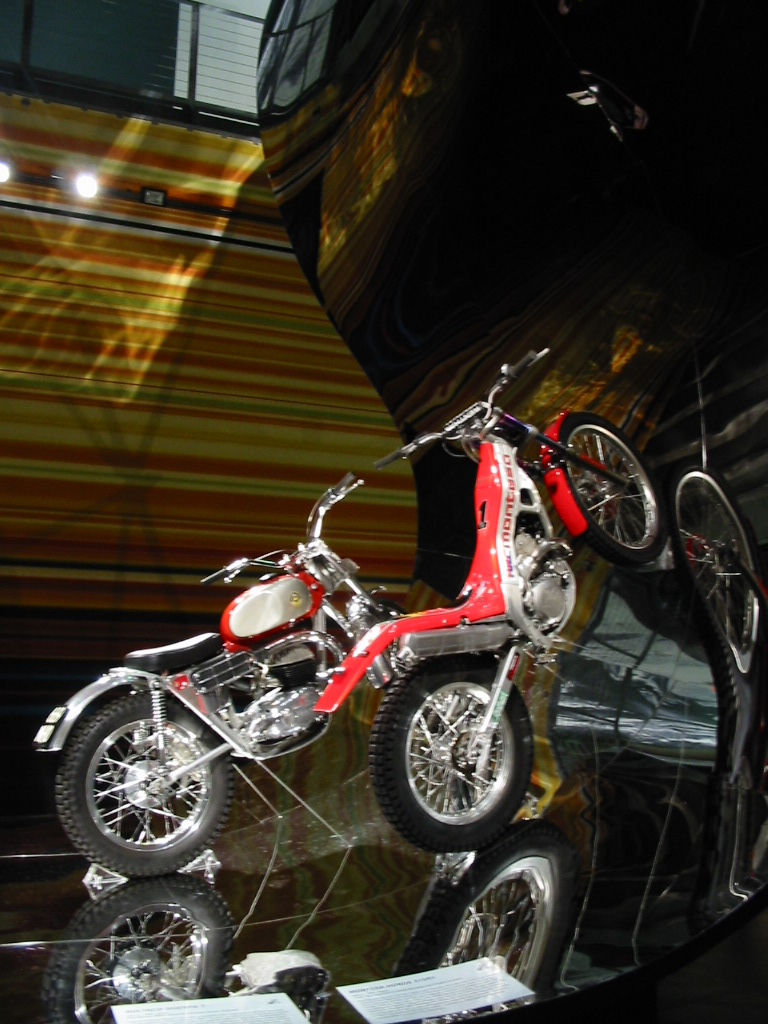
A la dreta: Montesa Cota 315 R del 2001

La versió del 2001 introduí algun canvi estètic, especialment pel que fa a la gamma cromàtica, dominada ara per un color vermell més intens i unes línies gràfiques actualitzades.

### Versió 2002
La versió del 2002 era semblant a l'anterior. Estèticament, en conservava la gamma cromàtica, dominada per un color vermell més intens i unes línies gràfiques actualitzades. En l'apartat tècnic, incorporava millores en l'embragatge i una nova pinça del fre anterior, ara AJP de quatre pistons. També va variar lleugerament la geometria del xassís pel que fa a la pipa de direcció, de manera que es facilitava el pilotatge a l'hora de traçar girs molt tancats, donant major estabilitat a la roda anterior i aconseguint així més adherència.

### Versió 2003
La versió de 2003 adoptava modificacions lleus, més enfocades a millorar la posada a punt del model que a l'actualització de components. Cal destacar-ne aquestes:
- Remodelació del grup termodinàmic
- Nous paràmetres de carburació i optimització de la caixa de làmines
- Revisió de les suspensions, tant pel que fa a la precàrrega de molla com als hidràulics
- Modificació de la posició de conducció per mitjà de l'adopció d'un nou manillar a imatge del que feia servir Dougie Lampkin
- Retorn del color vermell típic de Montesa i inclusió de nous adhesius

### Versió 2004
La darrera Cota 315 R, apareguda el 2004, va significar la fi de la nissaga, rubricada pel títol mundial que hi aconseguí Takahisa Fujinami. Tècnicament era igual que l'anterior, només canvià en l'apartat estètic: el color vermell tornava a deixar pas al clàssic blanc, color que va caracteritzar la primera versió d'aquest model.